# Villa (traghetto)
Il Villa è un traghetto ferroviario appartenente a Rete Ferroviaria Italiana, utilizzato principalmente per trasporto rotabili, auto e passeggeri nello stretto di Messina.

## Storia operativa

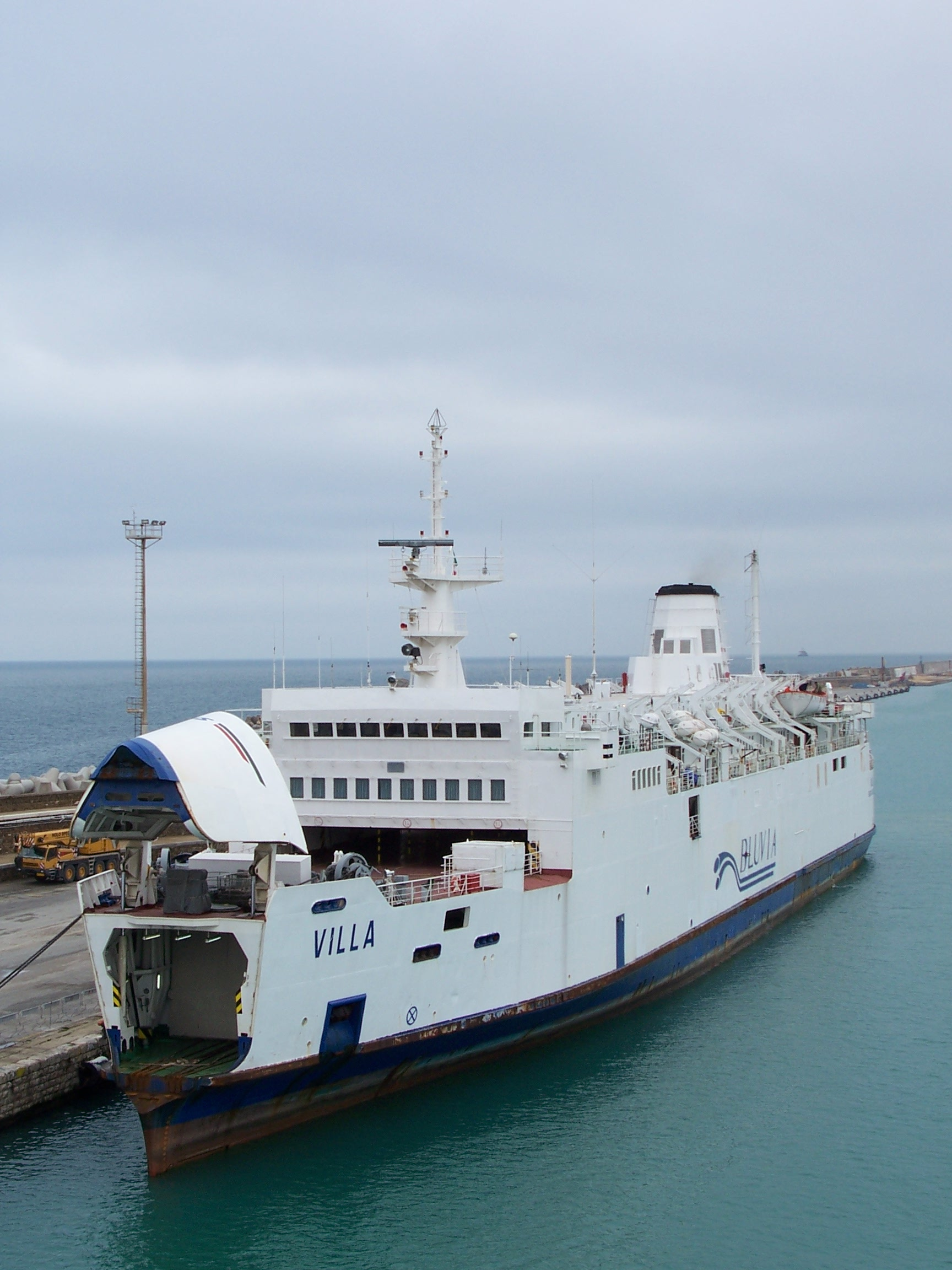
Villa a Civitavecchia nel 2006 con la livrea Bluvia.

Costruita nel 1985 nei cantieri navali di Palermo, la Villa fa parte di una classe di tre gemelle ordinate dalle Ferrovie dello Stato nell'ambito di un progetto di potenziamento e rinnovamento della propria flotta di traghetti in servizio sullo Stretto di Messina e nella rotta Civitavecchia - Golfo Aranci. La nave, pur essendo stata progettata specificamente per l'uso nello Stretto, presenta caratteristiche tecniche che le permettono di attraccare anche nelle invasature di Civitavecchia e Golfo Aranci, permettendole di effettuare anche i collegamenti da e per la Sardegna.
Il ponte principale della nave ha 4 binari per il trasporto di vagoni ferroviari, mentre il ponte superiore è totalmente destinato al trasporto di autovetture; l'imbarco degli autoveicoli avviene anche tramite due rampe laterali. La Villa è dotata di quattro motori diesel, che le permettono di raggiungere una velocità massima di venti nodi. Non è dotata di stabilizzatori, pur essendo predisposta al montaggio.
La nave è stata utilizzata prevalentemente nei collegamenti sullo Stretto, con qualche occasionale impiego sulla rotta sarda; nel 2000 è stata sottoposta a importanti lavori di ristrutturazione, durante i quali le scialuppe sono state sostituite da zatterini gonfiabili.

## Navi gemelle
- Scilla
- Logudoro